# Kastanjevinsläktet
Kastanjevinsläktet (Tetrastigma) är ett släkte i familjen vinväxter med 90 till 100 arter i Asien och Oceanien. De odlas också som krukväxter.